# مكاك تونكيني
مكاك تونكيني (الاسم العلمي:Macaca tonkeana ) (بالإنجليزية: Tonkean macaque)‏ هو نوع من الحيوانات يتبع جنس السعدان المكاك من فصيلة سعادين العالم القديم.